# Повидон-йод
Повидон-йод, повидон-йодин (лат. Povidonum-iodum, англ. Povidone-iodine) — лекарственное средство, антисептик для местного применения. По химическому составу представляет собой комплексное соединение йода с поливинилпирролидоном (ПВП). Концентрация активного йода в комплексе 0,1—1 %. Оказывает антисептическое, дезинфицирующее, бактерицидное, противогрибковое, противопротозойное и противовирусное действие. Не имеет резистентности (привыкания).
Жёлто-коричневый аморфный порошок без запаха или со слабым специфическим запахом, гигроскопичен, изменяется под действием света. Легко (медленно) растворим в воде и 95%-м этаноле, практически нерастворим в эфире и хлороформе.

## Фармакологические свойства

### Фармакодинамика
Антисептический и дезинфицирующий препарат, антимикробное действие основано на повреждении Йодом клеточной стенки патогенных микроорганизмов. Высвобождаясь из комплекса с поливинилпирролидоном при контакте с биологическим материалом, Йод образует с белками клетки бактерий иодамины, коагулирует их и вызывает гибель микроорганизмов.
Оказывает быстрое бактерицидное действие на грамположительные и грамотрицательные бактерии (за исключением Mycobacterium tuberculosis). Активен также в отношении грибов, вирусов, простейших.
Обладает более продолжительным действием по сравнению с обычными спиртовыми растворами иода.

### Фармакокинетика
Скорость сенсибилизации к повидон-йоду составляет 0,7 %.

## Получение
Повидон-йод представляет собой комплекс повидона (поливинилпирролидона), иодоводорода и иода

## Применение
Показания
- Раствор для наружного применения 10 %  — лечение и профилактика раневых инфекций в хирургии, травматологии, комбустиологии, стоматологии; лечение бактериальных, грибковых и вирусных инфекций кожи, профилактика суперинфекции в дерматологической практике; обработка пролежней, трофических язв, диабетической стопы; дезинфекция кожи и слизистых оболочек пациентов при подготовке к оперативным вмешательствам, инвазивным исследованиям (в том числе пункции, биопсия, инъекции); дезинфекция кожи вокруг дренажей, катетеров, зондов; дезинфекция полости рта при стоматологических операциях; дезинфекция родовых путей, при проведении малых гинекологических операций (в том числе искусственное прерывание беременности, введение внутриматочной спирали, коагуляция эрозии и полипа).
- Раствор для наружного применения пенообразующий 7,5 %; дезинфицирующие ванны — для полной и частичной обработки пациента перед операциями; гигиеническая обработка пациентов; гигиеническая обработка рук при контакте с инфицированными пациентами; обработка инструмента (не металлического) и предметов ухода за больными.
- Раствор для местного применения концентрированный 8,5 % для полоскания рта и горла.
- Мазь для наружного применения 10 % при бактериальных и грибковых инфекциях кожи; ожогах; трофических язвах; пролежнях; инфекционных дерматитах; ссадинах; ранах.
- Суппозитории вагинальные — Острые и хронические вагинальные инфекции (кольпит): · Смешанные инфекции; · Неспецифические инфекции (бактериальный вагиноз, вызванный Gardnerella vaginalis) · Грибковые инфекции (Candida albicans) · Вагинальные инфекции вследствие лечения антибиотиками и стероидными препаратами · Трихомониаз (при необходимости следует проводить комбинированное системное лечение). Предоперационная профилактика при хирургических операциях во влагалище или диагностических процедурах.

Противопоказания
Гипертиреоз; аденома щитовидной железы; сердечная недостаточность; хроническая почечная недостаточность; герпетиформный дерматит Дюринга; одновременное применение радиоактивного йода; недоношенные и новорожденные дети; детский возраст до 8 лет (мазь для наружного применения); беременность; лактация; повышенная чувствительность к йоду и другим компонентам препарата.
Беременность и лактация
Препарат противопоказан к применению во 2 и 3 триместре беременности и в период лактации (грудного вскармливания).
Лекарственное взаимодействие
Повидон-йод несовместим с другими дезинфицирующими и антисептическими средствами, особенно содержащими щелочи, ферменты и ртуть. Активный к микроорганизмам при рН 2-7.
Побочные эффекты
Побочные эффекты включают раздражение кожи и реже отёк. При использовании на больших ранах, при наличии проблем с почками, может возникнуть повышенная концентрация натрия в крови и метаболический ацидоз. Не рекомендуется для беременных со сроком менее 32 недель или принимающих литий.

## История
Повидон-йод был синтезирован и выпущен в продажу в 1955 году Х. А. Шелански и М. В. Шелански (англ. Shelanski) в Промышленных токсикологических лабораториях в Филадельфии (США). Они провели тесты in vitro, которые продемонстрировали антибактериальную активность препарата, затем в экспериментах на мышах обнаружили, что новый комплекс был менее токсичным, чем простая настойка йода. Клинические испытания на людях показали, что этот продукт превосходит другие формулы йода.
После открытия йода Бернаром Куртуа в 1811 году он широко использовался для профилактики и лечения кожных инфекций, а также лечения ран. Йод был признан эффективным бактерицидным средством широкого спектра, эффективным в том числе против дрожжей, плесени, грибков, вирусов и простейших. В использовании йода проявились и его недостатки: раздражение на месте применения, токсичность, окрашивания окружающих повреждение тканей. Эти недостатки были преодолены путем создания и использования повидон-йода, в котором йод используется в комплексной форме, концентрация свободного йода очень низкая. Таким образом, продукт служит йодофором.